# Kombinerade nomenklaturen
Den kombinerade nomenklaturen (KN) är en gemensam katalog inom Europeiska unionen för att klassificera varor. Den består av upp till åtta siffror, som används bland annat för den gemensamma tulltaxan och för utrikeshandelsstatistik.
Den kombinerade nomenklaturen infördes den 1 januari 1988 genom en förordning som antogs av Europeiska unionens råd. De första stegen mot att införa en gemensam nomenklatur togs dock redan på 1960-talet i samband med inrättandet av tullunionen inom Europeiska gemenskaperna.